# Akronim
Akroním (starogrško ἄκρον: ākron – konica + starogrško ὄνυμα: ōnyma – ime) je po SSKJ ustaljena okrajšava večbesednih imen, po navadi sestavljena iz začetnih črk ali zlogov. Je posebna vrsta kratice, tvorjena iz začetnih komponent v frazi ali besedi. Te komponente so lahko posamezne črke (kot npr. v laser) ali deli besed (kot npr. v Beneluks in Ameslan). O točni definiciji različnih imen za takšne kratice ni splošnega soglasja, kot tudi ne o pisni rabi. V mnogih jezikih imajo takšne kratice omejeno rabo, bolj razširjene pa so postale v 20. stoletju. Akronim je vrsta besedotvornega procesa, imamo pa ga lahko za podvrsto kontaminacije – nastanka novega jezikovnega elementa iz dveh ali več različnih elementov.

## Izrazje
Izraz akronim je ime za besedo iz prvih črk vsake besede v nizu besed, kot npr. sonar, tvorjeno iz angleškega izraza SOund Navigation And Ranging). Prvič se je beseda »Akronym« v nemščini pojavila leta 1921, beseda »acronym« v angleščini pa leta 1940.
Medtem ko je kratica okrajšana oblika kakšne začetnice, zloga ali dela fraze ali besed, se inicializem (oziroma manj splošno alfabetizem) nanaša na okrajšano tvorjeno obliko in se rabi preprosto kot niz začetnic. Čeprav se izraz akronim širše rabi kot kratica, tvorjena iz začetnic, nekateri slovarji definirajo akronim kot »besedo« v njenem izvirnem smislu, drugi pa vključujejo dodatne pomene, in pripisujejo akronimom enak pomen kot inicializem.:120 Kadar se rabi, je razlika odvisna od tega ali se kratica izgovarja kot beseda ali kot niz črk. V takšnih primerih so zgledi iz slovarjev npr.: NATO, scuba in radar za akronime, ter HTML, FBI in KGB za inicializme. 
Ni soglasja kako naj se imenujejo kratice, katerih izgovorjava obsega kombinacijo črkovnih imen in besed, kot npr. JPEG in MS-DOS.
Tudi ni soglasja kako naj se imenujejo kratice, ki jih nekateri izgovarjajo kot črke, drugi pa kot besede. Izraza URL in IRA se na primer lahko izgovarjata kot posamezne črke, ali kot posamezni besedi. Takšne konstrukcije, če so tvorjene iz začetnic, lahko ne glede na to kako se izgovarjajo, označimo kot inicializmi.
Črkovana oblika akronima ali inicializma (to je kar dejansko pomeni) se imenuje njegova razširitev.

## Zgledi akronimov
- ABBA – švedska pop skupina, ime tvorjeno iz prvih črk njenih članov: Agnetha, Björn, Benny, Anni-Frid,
- Agfa – Aktiengesellschaft für Anilinfabrikation [nemško],
- AMEX – American Stock Exchange [angleško],[14]
- BETI – BElokranjska TrIkotaža,
- bit – binary digit [angleško], dvojiška števka,[14]
- DINOS – Dajmo Industriji Nazaj Odpadne Surovine,
- KOMET – KOnfekcija METlika,
- modem – modulator demodulator [angleško],
- NAPROZA – NArodno PROdajna ZAdruga,
- NATO – North Atlantic Treaty Organization [angleško],
- parsek – paralaksa ene kotne sekunde [angleško parsec –  parallax of one arcsecond],
- SKOJ – Savez komunističke omladine Jugoslavije [srbohrvaško], Zveza komunistične mladine Jugoslavije,
- Tosama – Tovarna sanitetnega materiala,[14]
- Tomos - Tovarna motornih koles

### Zgledi inicializmov
- AMZS – Avto-moto zveza Slovenije,
- CD – Compact disc [angleško], zgoščenka,
- OZN – Organizacija združenih narodov,
- ppm – število delcev na milijon [angleško – parts per million],
- SPQR – Senātus Populusque Rōmānus [latinsko], Senat in Rimljani,
- ZDA – Združene države Amerike,
- ZK – Zveza Komunistov.